# Justinas Urbanavičius
Justinas Urbanavičius (ur. 1 stycznia 1982 w Godlewie) – litewski leśniczy i polityk, poseł na Sejm Republiki Litewskiej.

## Życiorys
Po ukończeniu szkoły średniej w Godlewie w 2001 rozpoczął studia na Wydziale Leśnym Litewskiego Uniwersytetu Rolniczego, gdzie został magistrem (2007). W trakcie studiów kształcił się również w szkole podoficerskiej im. generała Stasysa Raštikisa, którą ukończył ze stopniem wojskowym. Podjął pracę jako leśniczy.
W 2003 przystąpił do Litewskiej Partii Chrześcijańsko-Demokratycznej, następnie został członkiem Związku Ojczyzny – LKD. W latach 2007–2008 zasiadał w radzie rejonu kowieńskiego, przewodnicząc komisji spraw społecznych i zdrowia. W 2008 został wybrany na posła do Sejmu X kadencji w okręgu Kowno-Kiejdany jako kandydat TS-LKD. W 2012 nie uzyskał reelekcji. W 2015 powrócił natomiast do samorządu rejonowego (reelekcja w 2019). W wyniku wyborów w 2020 ponownie został posłem na Sejm. Nie utrzymał mandatu w 2024.